# Ben Hoogstede
Bernardus Matthijs (Ben / Benno) Hoogstede (Wageningen 16 maart 1888 – Eindhoven, 13 juni 1962) was een Nederlands voetballer en voetbaltrainer.
Hij begon op vijftienjarige leeftijd in Wageningen bij Velox. Tijdens zijn militaire dienst speelde Hoogstede ook in Amersfoort voor HVC. Hierna ging hij naar Maastricht waar hij uitkwam voor M.S.V. (Militaire Sport Vereeniging). Hoogstede kwam in 1917 samen met Bèr Felix van MSV naar NAC. Voor de club uit Breda speelde hij meer dan 100 wedstrijden. Met NAC werd hij in 1921 landskampioen en won hij in 1919, 1921 en 1922 de zuidelijke titel. Vanaf begin 1923 tot in 1924 speelde hij voor PSV. Vervolgens ging hij in het tweede spelen, al zou hij tot 1928 nog geregeld met het eerste team meedoen.
In 1921 werd hij door bondscoach Fred Warburton bij het Nederlands voetbalelftal gehaald. Hij speelde dat jaar in vier wedstrijden en was eenmaal aanvoerder. Bij zijn debuut op 26 maart 1921 tegen Zwitserland was hij 33 jaar oud. Lang zou hij de oudste debutant in het Nederlands elftal zijn totdat op 17 november 2004 de toen 34 jaar oude Barry van Galen debuteerde. Hoogstede kwam ook uit voor het Zuiderlijk elftal en het Zwaluwenelftal.
Hoogstede werd aansluitend trainer. Hij had onder meer PSV (1926/27, speler-trainer), EVV (tweemaal), Wilhelmina '08, De Valk (1928/29), Rhode en VOS onder zijn hoede.